# Renato Gojković
Renato Gojković (Tuzla, 10 settembre 1995) è un calciatore bosniaco, difensore del Sarajevo.

## Carriera

### Club
Il 25 gennaio 2018 viene acquistato a titolo definitivo dalla squadra albanese del Partizani Tirana.

### Nazionale
Ha giocato nelle nazionali giovanili bosniache Under-18, Under-19 ed Under-21.
Il 16 novembre 2023 realizza il suo primo gol in nazionale maggiore nella sconfitta per 4-1 contro il Lussemburgo.

## Statistiche

### Presenze e reti nei club
Statistiche aggiornate al 21 ottobre 2023.
| Stagione                | Squadra                 | Campionato              | Campionato | Campionato | Coppe nazionali | Coppe nazionali | Coppe nazionali | Coppe continentali | Coppe continentali | Coppe continentali | Altre coppe | Altre coppe | Altre coppe | Totale | Totale |
| Stagione                | Squadra                 | Comp                    | Pres       | Reti       | Comp            | Pres            | Reti            | Comp               | Pres               | Reti               | Comp        | Pres        | Reti        | Pres   | Reti   |
| ----------------------- | ----------------------- | ----------------------- | ---------- | ---------- | --------------- | --------------- | --------------- | ------------------ | ------------------ | ------------------ | ----------- | ----------- | ----------- | ------ | ------ |
| 2012-2013               | Sloboda Tuzla           | 1L                      | 18         | 3          | CB              | 0               | 0               | -                  | -                  | -                  | -           | -           | -           | 18     | 3      |
| 2013-2014               | Čelik Zenica            | PL                      | 19         | 0          | CB              | 1               | 0               | -                  | -                  | -                  | -           | -           | -           | 20     | 0      |
| 2014-2015               | Čelik Zenica            | PL                      | 21         | 0          | CB              | 2               | 0               | -                  | -                  | -                  | -           | -           | -           | 23     | 0      |
| Totale Čelik Zenica     | Totale Čelik Zenica     | Totale Čelik Zenica     | 40         | 0          |                 | 3               | 0               |                    | -                  | -                  |             | -           | -           | 43     | 0      |
| 2015-2016               | Istria 1961             | 1. HNL                  | 18+2       | 0          | CC              | 2               | 0               | -                  | -                  | -                  | -           | -           | -           | 22     | 0      |
| 2016-2017               | Istria 1961             | 1. HNL                  | 19         | 0          | CC              | 2               | 0               | -                  | -                  | -                  | -           | -           | -           | 21     | 0      |
| 2017-gen. 2018          | Istria 1961             | 1. HNL                  | 12         | 0          | CC              | 2               | 1               | -                  | -                  | -                  | -           | -           | -           | 14     | 1      |
| Totale Istria 1961      | Totale Istria 1961      | Totale Istria 1961      | 49+2       | 0          |                 | 6               | 1               |                    | -                  | -                  |             | -           | -           | 57     | 1      |
| gen.-giu. 2018          | Partizani Tirana        | KS                      | 19         | 2          | CA              | 1               | 0               | UEL                | -                  | -                  | -           | -           | -           | 20     | 2      |
| 2018-gen. 2019          | Partizani Tirana        | KS                      | 4          | 0          | CA              | 2               | 0               | UEL                | 2                  | 0                  | -           | -           | -           | 8      | 0      |
| Totale Partizani Tirana | Totale Partizani Tirana | Totale Partizani Tirana | 23         | 2          |                 | 3               | 0               |                    | 2                  | 0                  |             | -           | -           | 28     | 2      |
| gen.-giu. 2019          | Zrinjski Mostar         | PL                      | 6          | 1          | CB              | 2               | 0               | -                  | -                  | -                  | -           | -           | -           | 8      | 1      |
| 2019-2020               | Zrinjski Mostar         | PL                      | 13         | 1          | CB              | 1               | 0               | UEL                | 2                  | 1                  | -           | -           | -           | 16     | 2      |
| Totale Zrinjski Mostar  | Totale Zrinjski Mostar  | Totale Zrinjski Mostar  | 19         | 2          |                 | 3               | 0               |                    | 2                  | 1                  |             | -           | -           | 24     | 3      |
| 2020-2021               | Orenburg                | 1D                      | 19         | 4          | CR              | 1               | 0               | -                  | -                  | -                  | -           | -           | -           | 20     | 4      |
| 2021-2022               | Orenburg                | 1D                      | 28+2       | 2+1        | CR              | 1               | 0               | -                  | -                  | -                  | -           | -           | -           | 31     | 3      |
| 2022-2023               | Orenburg                | PL                      | 24         | 1          | CR              | 3               | 0               | -                  | -                  | -                  | -           | -           | -           | 27     | 1      |
| 2023-2024               | Orenburg                | PL                      | 12         | 0          | CR              | 4               | 0               | -                  | -                  | -                  | -           | -           | -           | 16     | 0      |
| Totale Orenburg         | Totale Orenburg         | Totale Orenburg         | 83+2       | 7+1        |                 | 9               | 0               |                    | -                  | -                  |             | -           | -           | 94     | 8      |
| Totale carriera         | Totale carriera         | Totale carriera         | 232+4      | 14+1       |                 | 24              | 1               |                    | 4                  | 1                  |             | -           | -           | 264    | 17     |

### Cronologia presenze e reti in nazionale
| Cronologia completa delle presenze e delle reti in nazionale ― Bosnia ed Erzegovina | Cronologia completa delle presenze e delle reti in nazionale ― Bosnia ed Erzegovina | Cronologia completa delle presenze e delle reti in nazionale ― Bosnia ed Erzegovina | Cronologia completa delle presenze e delle reti in nazionale ― Bosnia ed Erzegovina | Cronologia completa delle presenze e delle reti in nazionale ― Bosnia ed Erzegovina | Cronologia completa delle presenze e delle reti in nazionale ― Bosnia ed Erzegovina | Cronologia completa delle presenze e delle reti in nazionale ― Bosnia ed Erzegovina | Cronologia completa delle presenze e delle reti in nazionale ― Bosnia ed Erzegovina |
| Data                                                                                | Città                                                                               | In casa                                                                             | Risultato                                                                           | Ospiti                                                                              | Competizione                                                                        | Reti                                                                                | Note                                                                                |
| ----------------------------------------------------------------------------------- | ----------------------------------------------------------------------------------- | ----------------------------------------------------------------------------------- | ----------------------------------------------------------------------------------- | ----------------------------------------------------------------------------------- | ----------------------------------------------------------------------------------- | ----------------------------------------------------------------------------------- | ----------------------------------------------------------------------------------- |
| 13-10-2023                                                                          | Vaduz                                                                               | Liechtenstein                                                                       | 0 – 2                                                                               | Bosnia ed Erzegovina                                                                | Qual. Euro 2024                                                                     | -                                                                                   | 78’                                                                                 |
| 16-10-2023                                                                          | Zenica                                                                              | Bosnia ed Erzegovina                                                                | 0 – 5                                                                               | Portogallo                                                                          | Qual. Euro 2024                                                                     | -                                                                                   | 72’                                                                                 |
| 16-11-2023                                                                          | Lussemburgo                                                                         | Lussemburgo                                                                         | 4 – 1                                                                               | Bosnia ed Erzegovina                                                                | Qual. Euro 2024                                                                     | 1                                                                                   | 45+4’                                                                               |
| 19-11-2023                                                                          | Zenica                                                                              | Bosnia ed Erzegovina                                                                | 1 – 2                                                                               | Slovacchia                                                                          | Qual. Euro 2024                                                                     | -                                                                                   | 35’, 65’                                                                            |
| Totale                                                                              |                                                                                     | Presenze                                                                            | 4                                                                                   |                                                                                     | Reti                                                                                | 1                                                                                   |                                                                                     |

## Palmarès

### Club

#### Competizioni nazionali
- Campionato albanese: 1

Partizani Tirana: 2018-2019
- Coppa di Bosnia: 1

Sarejevo: 2024-2025